# Sénye
Sénye község Zala vármegyében, a Zalaszentgróti járásban.

## Fekvése
Zala vármegye északkeleti részén, Zalaszentgrót és Keszthely között fekszik, előbbihez kicsit közelebb. Zsáktelepülés, közúton csak egy bő 2 kilométeres, szőlővel borított dombok között kanyargó bekötőúton közelíthető meg, amely Zalaszentlászló északi határában ágazik ki a 7336-os útról és a 73 201-es számozást viseli.

## Nevének eredete
A Senye személynévből eredeztetik, amelynek jelentése balkezes. (A középkorban egy ideig a Németfalu nevet is viselte)

## Története
Először 1251-ben említette oklevél mint a Zala vármegyében, Vindornya-Szőllőstől nyugatra eső település (Sényén) birtokos Lőrinte nemzetségből való II. Lőrinte birtokát, majd 1340-ben, a Lőrentei család birtokaként.
Később a Báthoryak, a Nádasdyak, Zrínyi Miklós is birtokolta, de a török is megadóztatta, majd a Széchenyi grófoké lett. A fénykorában (az 1850-es években) is mindössze 150 fős falucska elöregedő lakosságát az 1980-as évektől csöndre, jó levegőre vágyó, betelepülő magyar és német családok emelték meg.

## Közélete

### Polgármesterei
- 1990–1994: Fölföldi Vilmos (független)[3]
- 1994–1998: Fölföldi Vilmos (független)[4]
- 1998–2002: Fölföldi Vilmos (független)[5]
- 2002–2006: Fölföldi Vilmos (független)[6]
- 2006–2010: Fölföldi Vilmos (független)[7]
- 2010–2014: Fölföldi László (független)[8]
- 2014–2019: Fölföldi László (független)[9]
- 2019–2024: Fölföldi László (független)[10]
- 2024– : Fölföldi László (független)[1]

## Népesség
A település népességének változása:
| Lakosok száma | 35   | 35   | 31   | 67   | 58   | 70   | 79   |
|               | 2013 | 2014 | 2015 | 2021 | 2022 | 2023 | 2024 |

A 2011-es népszámlálás idején a nemzetiségi megoszlás a következő volt: magyar 96%. A lakosok 64,3%-a római katolikusnak vallotta magát (17,8% nem nyilatkozott).
2022-ben a lakosság 70,7%-a vallotta magát magyarnak, 22,4% pedig németnek (15,5% nem nyilatkozott; a kettős identitások miatt a végösszeg nagyobb lehet 100%-nál). Vallásuk szerint 27,6% volt római katolikus, 6,9% evangélikus, 3,4% református, 1,7% görög katolikus, 1,7% egyéb katolikus, 27,6% felekezeten kívüli (31% nem válaszolt).

## Látnivalók
- 1912-ben épült, 1992-ben felújított, rézlemez kupolájú harangláb, amely az első világháborúban elesettek emléktábláját is őrzi.
- Pünkösd utáni vasárnapon minden évben falunapot tartanak
- 2002-ben épült ökumenikus kápolna a „hegyen” (Vadász György építész alkotása)

## Híres emberek
- Hegedüs Károly (1896–1966) főorvos, kórházigazgató ( Veszprém megyei életrajzi lexikon )